# Ų̀
Ų̀ (minuscule : ų̀), appelé U accent grave ogonek, est une lettre latine utilisée dans l’écriture du han, du sekani, et du tagish.
Il s’agit de la lettre U diacritée d’un accent grave et d’un ogonek.

## Usage informatique
Le U accent grave ogonek peut être représenté avec les caractères Unicode suivants : 
- précomposé et normalisé NFC (latin étendu A, diacritiques) :

| formes    | représentations | chaînes de caractères | points de code | descriptions                                              |
| --------- | --------------- | --------------------- | -------------- | --------------------------------------------------------- |
| capitale  | Ų̀               | Ų◌̀                    | U+0172 U+0300  | lettre majuscule latine u ogonek diacritique accent grave |
| minuscule | ų̀               | ų◌̀                    | U+0173 U+0300  | lettre minuscule latine u ogonek diacritique accent grave |

- décomposé et normalisé NFD (latin de base, diacritiques) :

| formes    | représentations | chaînes de caractères | points de code       | descriptions                                                          |
| --------- | --------------- | --------------------- | -------------------- | --------------------------------------------------------------------- |
| capitale  | Ų̀               | U◌̨◌̀                   | U+0055 U+0328 U+0300 | lettre majuscule latine u diacritique ogonek diacritique accent grave |
| minuscule | ų̀               | u◌̨◌̀                   | U+0075 U+0328 U+0300 | lettre minuscule latine u diacritique ogonek diacritique accent grave |